# Париска опсерваторија
48° 50′ 11.18″ N 2° 20′ 11.42″ E / 48.8364389° С; 2.3365056° И
Париска опсерваторија је највећа астрономска опсерваторија у Француске, и један је од највећих астрономских центара у свету. Њена историјска зграда налази се на левој обали Сене у централном делу Париза, али већина запослених ради у предграђу Париза Медон. Под окриљем је француског Министарства просвете има статус готово као државни универзитет. У њену мисију спадају истраживања из области астрономије и астрофизике, образовање (дипломске и докторске студије) и ширење знања у јавности.

## Историја
Градња опсерваторије је почела 1667. по налогу краља Луја XIV а завршена 1671. (дакле четири године је старија од Гриничке опсерваторије која је основана 1675). Опсерваторија је 1679 изадала први национални алманах у свету (Connaissance des temps), а 1863 штампала је прве модерне прогностичке карте.
Зграду опсервваторије је пројектовао Клод Перо, један од архитеката Лувра. Проширивана је у више наврата – 1730, 1810, 1834, 1850 и 1951. Оријентисана је према главним странама света, а Париски меридијан пролази кроз центар зграде, делећи је на два симетрична дела. Први управник опсерваторије био је Ђовани Доменико Касини који је напустио родну Италију да би служио краљу Лују XIV. Под његовом управом, у опсерваторији су радили познати астрономи тог доба као што су Кристијан Хајгенс и Оле Ремер. У наредне 123 године њоме ће управљати чланови династије Касини – Жак Касини, Сезар-Франсоа Касини и Жан-Доминик Касини.
Године 1795. је при опсерваторији је основана Канцеларија за географске дужине (Bureau des longitudes), чија је мисија била да побољша поморску навигацију и даље развије астрономију. Опсерваторија је такође допринела стандардизовању метра и килограма као мерних јединица. Средином XIX века је добила метеоролошку станицу. Крајем XIX века у сарадњи са 180 астронома из читавог света опсерваторија је приступила изради Карте неба (Carte due ciel). 

## Опрема
Опсерваторија у Медону је основана 1875, а од 1926. је у саставу Париске опсерваторије. Она у свом саставу има један од највећих рефракторских телескопа, дупли рефрактор са пречником од 83 и 62 центиметара, и један је од највећих телескопа те врсте у Европи. Од 1953 у сасатву опсерваторије је радио-телескоп у месту Нансеј чија је мисија проучавање Сунчеве короне и Јупитера.

## Директори и особље
Титула директора Опсерваторије је по први пут званично додељена Сезар-Франсоа Касинију де Турију краљевским бреветом од 12. новембра 1771. године Међутим, значајна улога коју су имали његов деда и отац у овој установи током њеног првог века заправо им је донекле донела улогу директора.
Опсерваторија није имала признатог директора све до 1771. године, пре тога је сваки члан могао да ради шта жели. Понекад су Ђовани Касини (1671–1712) и Жак Касини (1712–1756) наведени као „директори“ ретроспективно. Исто важи и за Франсоа Арага, који такође није био директор иако је имао де факто позицију лидера и често се као такав приписује.
Тренутни председник Опсерваторије је Фабијен Касоли.

## Објекти
Прво место било је седиште у Паризу које је 1667. основао француски краљ Луј XIV. На овом објекту су се током векова радили различити радови, а 1927. године додата је опсерваторија Меудон, која је укључивала ново место и објекте. Саграђена је 1891. године.
Поред ових локалитета, опсерваторија у Марсеју је 1863. године постала огранак Париске опсерваторије. Године 1873. Марсејска опсерваторија се одвојила од Париске опсерваторије.